# Dorje Morup
Dorje Morup (Distrito de Leh, Jammu y Cachemira 1 de octubre de 1948 - Monte Everest 10 de mayo de 1996) fue miembro del primer equipo hindú para alcanzar la cima del Monte Everest desde el Collado Norte. Dorje Morup fue uno entre los tres hindúes que murieron en la montaña durante el desastre de 1996. Su cuerpo aún permanece en la montaña.

## Biografía
Nació en la villa Skurbuchan del Distrito de Leh, Jammu y Cachemira el 1 de octubre de 1948,  en 1969 a los 21 años se une como alguacil a la Policía Fronteriza Indo-Tibetana.
Sienderazuk o primer cabo se integra al primer equipo hindú que alcanza la cima del Monte Everest desde el Collado Norte, al descender de la cumbre, quedó atrapado en una tormenta de nieve, muriendo a causa de hipotermia.